# Salzbergstraße (Wernigerode)
Die Salzbergstraße ist eine der wichtigsten innerstädtischen Verkehrsstraßen in der Stadt Wernigerode im Landkreis Harz in Sachsen-Anhalt. Sie verläuft südwestlich vom Stadtzentrum in dem Harz und entlastet in ihrem ersten Teilstück bis zur Einmündung der Forckestraße den innerstädtischen Verkehr.

## Geschichte
Der Name Salzbergstraße ist bereits sehr alt. Er geht auf den Salzhandel im Mittelalter zurück. Hier führte eine alte Handelsstraße den Salzberg hinauf in Richtung Gebirge. Von 1950 bis 1990 trug sie den Namen Maxim-Gorki-Straße.
An der West- und Ostseite der Salzbergstraße haben sich bis heute einige denkmalgeschützte Gebäude erhalten. Dazu zählen laut Liste der Kulturdenkmale in Wernigerode:
| Lage                      | Bezeichnung | Beschreibung                                             | Erfassungs- nummer | Ausweisungsart | Bild           |
| ------------------------- | ----------- | -------------------------------------------------------- | ------------------ | -------------- | -------------- |
| Salzbergstraße 1 (Karte)  | Kino        | Volkslichtspiele (Kino) im Saal des Alten Schützenhauses | 094 25055          | Baudenkmal     | Weitere Bilder |
| Salzbergstraße 2 (Karte)  | Hotel       | Ehemaliges Hotel Monopol und Gewerkschaftshaus           | 094 03350          | Baudenkmal     | Weitere Bilder |
| Salzbergstraße 3 (Karte)  | Bibliothek  | Lesehalle Villa Marta                                    | 094 25056          | Baudenkmal     | Bibliothek     |
| Salzbergstraße 5 (Karte)  | Villa       |                                                          | 094 03292          | Baudenkmal     | Weitere Bilder |
| Salzbergstraße 8 (Karte)  | Wohnhaus    |                                                          | 094 03304          | Baudenkmal     | Wohnhaus       |
| Salzbergstraße 13 (Karte) | Pension     | Pension Schweizer Haus                                   | 094 25057          | Baudenkmal     | Pension        |